# Grand Declaration of War
Grand Declaration of War ist das zweite Album der norwegischen Metal-Band Mayhem. Es bildet zusammen mit der zuvor veröffentlichten EP Wolf’s Lair Abyss ein Konzeptalbum über den Krieg und wurde 2000 von Season of Mist und Necropolis Records veröffentlicht.

## Entstehung
Für das Schreiben, Proben, Arrangieren und die Aufnahmen der Lieder brauchte die Band drei Jahre.

## Titelliste
Die Musik stammt von Blasphemer und die Texte von Maniac. A Bloodsword and a Colder Sun (Part I of II) und A Bloodsword and a Colder Sun (Part II of II) wurden zusammen mit Anders Odden geschrieben.
1. A Grand Declaration of War – 4:14
2. In the Lies Where upon You Lay – 5:59
3. A Time to Die – 1:48
4. View from Nihil (Part I of II) – 3:04
5. View from Nihil (Part II of II) – 1:16
6. A Bloodsword and a Colder Sun (Part I of II) – 0:33
7. A Bloodsword and a Colder Sun (Part II of II) – 4:27
8. Crystalized Pain in Deconstruction – 4:09
9. Completion in Science of Agony (Part I of II) – 9:44
10. To Daimonion (Part I of III) – 3:25
11. To Daimonion (Part II of III) – 4:52
12. To Daimonion (Part III of III) – 0:07
13. Completion in Science of Agony (Part II of II) – 2:14

Beim Zurückspulen ist vor dem eigentlichen Beginn der CD  Completion in Science of Agony (Part II of II) rückwärts abgespielt als Hidden Track zu finden.

## Stil
Das letzte Riff von Symbols of Bloodswords von der EP Wolf’s Lair Abyss wurde auch als erstes Riff auf Grand Declaration of War verwendet, was beide Veröffentlichungen miteinander verbindet; die EP bildet den ersten Teil des Konzepts, während der zweite Teil die Kriegserklärung und den Krieg selbst behandelt und der dritte Teil die Folgezeit. Der Krieg richtet sich gegen die Religion und die Kirche. Necrobutcher bezeichnet das Album als „Weckruf an all die Leute, die sterben werden, wenn der Supermarkt schließt“.
Auf Grand Declaration of War bricht die Band mit dem Black Metal und experimentiert mit elektronischen Elementen u. a. aus Techno und Drum and Bass. Bei A Bloodsword and a Colder Sun wurden keine Instrumente eingesetzt, sondern ausschließlich programmierte Beats. Bei Completion in Science of Agony (Part I of II), bei dem Øyvind Hægeland von Spiral Architect singt, ist nach etwa 6:20 Minuten eine ruhige Industrial-Komposition zu hören, die auf Tore Ylwizaker von Ulver zurückgeht; ungefähr bei 08:30 setzen nach dem Gesang auch die Metal-Elemente wieder ein. Maniac verwendet nicht ausschließlich gutturalen Gesang, sondern spricht über große Teile des Albums, teilweise mit Vocoder-Effekten.

## Kritiken
Das Album wurde gemischt aufgenommen. Ein Rezensent, der das Album erst nach einiger Gewöhnung mochte, schrieb, Maniac klinge, als ob er „kotze“. Mehreren Kritikern zufolge sei die Musik teilweise sehr gut geschrieben und passe zum „Kriegssound“, den die Band erreichen wolle, aber Maniacs Gesang ruiniere das Album; er könne nicht growlen, seine Screams seien „scheiße“ und er versuche nichtmal, sie einzusetzen. Es nerve auch, dass das Album größtenteils Spoken Word sei.